# Spoorlijn Montargis - Sens
De spoorlijn Montargis - Sens is een Franse spoorlijn van Montargis naar Sens. De lijn is 62 km lang en heeft als lijnnummer 748 000. De lijn is gedeeltelijk uit dienst gesteld, maar was een schakel in het project van een lijn van Orléans naar Châlons.
De spoorlijn ligt in het Franse departement Loiret in de regio Centre-Val de Loire (over 39 km) en het departement Yonne in de regio Bourgogne-Franche-Comté (de resterende 23 km). 

## Geschiedenis
De lijn, die deel uitmaakt van een route van Orléans naar Châlons werd op 19 juni 1868 bij keizerlijk decreet van openbaar nut verklaard. Bij keizerlijk decreet van 29 mei 1869 werd de concessie voor de lijn geveild. De gunning werd aan de Compagnie du chemin de fer d'Orléans à Chalons gegeven op 10 augustus 1869. Het werd op 16 februari 1870 bij keizerlijk decreet goedgekeurd. De lijn, aanvankelijk enkelsporig, werd ingehuldigd op 6 oktober 1874. Bij decreet van 25 mei 1878 werd de Rijksdienst der Spoorwegen opgericht en nam de exploitatie van de lijn over van de in gebreke blijvende Compagnie du chemin de fer d'Orléans à Chalons.
In 1880 liet het Rijksnet een tweede spoor aanleggen. De lijn werd op 26 mei 1883 afgestaan aan de Compagnie des chemins de fer de Paris à Lyon et à la Méditerranée (PLM) door een overeenkomst tussen de minister van Openbare Werken en het bedrijf. Deze overeenkomst werd op 20 november bij wet goedgekeurd.
Op 2 oktober 1939 werd de lijn gesloten voor reizigers. De volledige buitengebruikstelling van het baanvak Triguères naar Courtenay vond plaats op 9 oktober 1998. Op de andere twee trajecten, van Sens naar Courtenay en van Montargis naar Triguères, is de lijn ongebruikt. De lijn tussen Sens en Subligny werd gebruikt om grondstoffen te vervoeren tijdens de eerste aanlegfase van de A19. In het departement Yonne wordt de lijn nog steeds geëxploiteerd van Sens tot de Schiever-aftakking, inclusief de Paron-tunnel.